# 詹森·艾弗曼

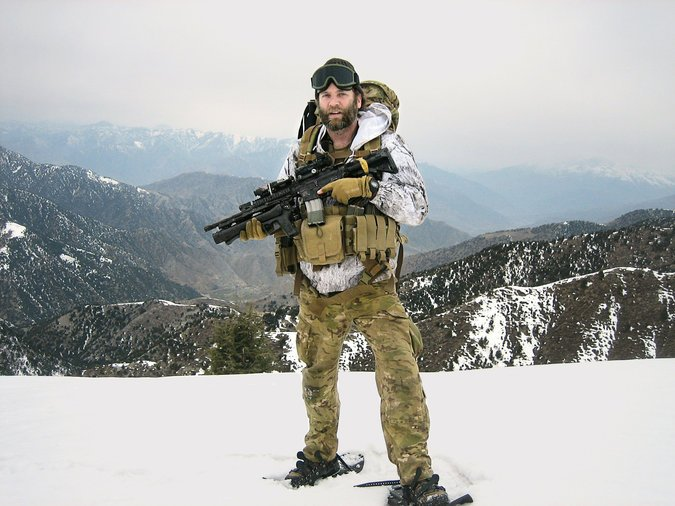
詹森·艾弗曼在阿富汗

詹森·艾弗曼（Jason Everman，1967年10月16日—）是美國搖滾樂隊超脫樂團和聲音花園的前任成员，也是一位美国陆军特種部隊士兵。
1989年，詹森·艾弗曼在超脫樂團「漂白」專輯中是名列第二位吉他手，但實際上他並沒有參與錄製，而是出資幫助Nirvana完成錄音，專輯共花了606.17元美金。專輯完成之後，Everman短暫的成為樂團的第二吉他手，但在隨後樂團首次的全美巡迴時被解雇。不久後，他短暫的幫Soundgarden彈奏貝斯，直到加入聲音花園樂團成為貝斯手。1990年中期，樂隊完成巡演及《Louder Than Love》的宣傳工作後，便開除了詹森。
1993年，他參軍並成為了一名陸軍遊騎兵，參與了在南美洲的打擊販毒行動。2001年成為美國陸軍綠扁帽。